# 東京地図出版
東京地図出版株式会社（とうきょうちずしゅっぱん）は、かつて存在した道路地図のミリオンなど地図を中心とする日本の出版社。2012年にマイナビにより吸収合併。
地図書籍の専門出版社であったが、毎日コミュニケーションズ（現・マイナビ）の子会社化以降、手芸本、料理本などの他ジャンルの書籍も発行していた。

## 沿革
- 1957年5月27日　創業。
- 2006年10月30日　株式譲渡により毎日コミュニケーションズの子会社となる。
- 2008年4月　子会社化に伴い、本社を東京都千代田区神田神保町より、同社の本社所在地でもある同区一ツ橋のパレスサイドビルディングに移転。
- 2012年2月1日　株式会社マイナビに吸収合併し消滅。

## 東京地図出版からマイナビに版権が移動した書籍類
- 道路地図（グレードワン、ユニバーサル、くるマップ、ダイレクト、ワイドミリオン、リンクルミリオン、ミリオンハンディー、くるマップmini、ミリオン文庫、ちず鉄）
- 山歩（SANPO）ガイド
- 地図で旅する日本の世界遺産
- Japan-i（ウェブ版、タブロイド版、フリーペーパー）